# Energiekosten
Energiekosten sind im Rechnungswesen von Unternehmen und in Privathaushalten eine Kostenart, die durch den Energieverbrauch verursacht wird.

## Allgemeines
Energie wird in Unternehmen insbesondere durch den Produktionsprozess und in Privathaushalten vor allem für Heizung und Mobilität verbraucht. Die steigenden Energiepreise haben die Energiekosten zu einem wesentlichen Kostenfaktor bei Unternehmen und in privaten Haushalten werden lassen. Bei Unternehmen schmälern steigende Energiekosten den Gewinn oder erhöhen den Verlust, bei Haushalten führen sie zu höheren Ausgaben und erhöhen somit die Einkommensrisiken oder Risiken einer Stromsperre. Ein Durchschnittshaushalt in Deutschland wendet gut 7 % seines Einkommens für Energie auf, die Stromkosten machen gut 2 % aus. Bei armen Haushalten liegt die Quote bei ca. 12 % für die gesamten Energiekosten, darunter ca. 4 % für Strom.
Ein durchschnittlicher Haushalt wendet etwa 3 bis 5 % seiner gesamten Ausgaben für Strom und bis zu 30 % für Heizung und Mobilität auf. Im Jahr 2008 zahlten Endverbraucher in Deutschland rund 260 Mrd. Euro für Energie. Etwa die Hälfte hiervon entfiel auf Energieimporte und inländische Primärenergiegewinnung, die andere Hälfte auf Betriebs-, Instandhaltungs- und Neubaukosten von Infrastruktur sowie Steuern und Gewinne von Energieunternehmen.

## Arten
Zu den Energiekosten gehört der Verbrauch von Energieträgern wie elektrischer Strom, Erdgas, Benzin, Dieselkraftstoff, Heizöl, Kerosin, Kohle, Druckluft oder Dampf. Gemessen am Primärenergieverbrauch hatte das Mineralöl 2012 in Deutschland mit 33,4 % den größten Anteil aller Energieträger, gefolgt von Erdgas (21 %), Steinkohle (12,4 %), Braunkohle (12,2 %), erneuerbarer Energie (11,7 %) und Kernenergie (8,0 %).

## Betriebswirtschaftliche Aspekte
Der Ausweis der Energiekosten als eigene Kostenart versetzt den Unternehmer in die Lage, deren Entwicklung zu beobachten und einzuschätzen. Energiekosten zählen bei Unternehmen dann zu den variablen Kosten, wenn der konkrete Energieverbrauch pro Produkt gemessen werden kann. Der Energieverbrauch der Verwaltung und der Betriebsbereitschaft wird als Fixkosten den Gemeinkosten zugerechnet. Energiekosten sind Teil der Betriebsstoffe, die unter der Position Nr. 5 a) des § 275 Abs. 2 HGB in der Gewinn- und Verlustrechnung (Gesamtkostenverfahren) erscheinen. Beim Umsatzkostenverfahren sind sie Teil der in § 275 Abs. 3 Nr. 2 HGB berücksichtigten Herstellungskosten.
Die Energieintensität ist eine betriebswirtschaftliche Kennzahl, die das Verhältnis zwischen den entstandenen Energiekosten und der Gesamtleistung (oder Umsatzerlöse) widerspiegelt:
{\displaystyle {\mbox{Energieintensität}}={\frac {\mbox{Energiekosten}}{\mbox{Gesamtleistung oder Umsatzerlöse}}}}.
Energieintensive Betriebe sind entsprechend jene Unternehmen, bei denen der Anteil der Energiekosten an der Gesamtleistung oder den Umsatzerlösen mehr als 15 % ausmacht. Gemessen am Umsatzanteil im verarbeitenden Gewerbe gehören hierzu Chemische Industrie (54 %), Stahlindustrie (18,2 %), Nichteisenmetall-Industrie (15,7 %), Papierherstellung (8,5 %), Glasindustrie (5 %) und Baustoffindustrie (3,1 %). Zu diesen Sektoren zählen Betriebe der Aluminium-, Kupfer- und Zinkverarbeitung, Dämm- und Kunststoffhersteller, Grundchemikalien-, Papier- und Karton-, Glas-, Glasfaser-, Zement-, Kalk-, Gips- und Keramikindustrie. Gemessen an den Gesamtkosten erreichten im Jahre 2011 die Energiekosten im Papier- und Druckgewerbe 19 % der Gesamtkosten, gefolgt von Chemie/Pharma/Kunst- und Mineralstoffe (16 %), Nahrungs- und Genussmittel/Getränke (15 %), Baustoffe (13 %) und Eisen/Metall (12 %).

## Volkswirtschaftliche Aspekte
Der Anteil der Energiekosten an den Gesamtkosten eines Unternehmens oder am Einkommen eines Privathaushalts steigt bei Energiekrisen überproportional an und kann Finanzrisiken auslösen. Dies trifft insbesondere auf energieintensive Wirtschaftszweige zu. Eine Überwälzung gestiegener Energiekosten in die Marktpreise ist nicht immer vollständig möglich, insbesondere in Märkten mit hoher Wettbewerbsintensität.
Durch die steigenden Energiepreise hat die Bedeutung der Energiekosten bei Unternehmen und privaten Haushalten erheblich zugenommen. Energieeinsparung und Energieeffizienz sind zu wichtigen Zielen der Energieverbraucher geworden und tragen zur Kostensenkung bei. Um den Anstieg der Energiekosten zu mildern oder sie gar zu senken, ist im Rahmen des Energiemanagements eine Rationalisierung beim Energieeinsatz durch Optimierung der energierelevanten Produktionsprozesse erforderlich. Durch ein effizientes betriebliches Energiemanagement können bis zu 50 % der Energiekosten eingespart und dadurch die Umsatzrentabilität verbessert werden. Bei privaten Haushalten bieten die größten Posten Heizung und Mobilität auch das größte Einsparpotential.
Die energieintensiven Betriebe sind in den Mittelpunkt der öffentlichen Diskussion gerückt, weil sie von der EEG-Umlage teilweise befreit waren. Stromintensive Unternehmen des produzierenden Gewerbes sowie Schienenbahnen waren durch die besondere Ausgleichsregelung im EEG zum Schutz ihrer internationalen und intermodalen Wettbewerbsfähigkeit von der EEG-Umlage teilweise befreit (§ 63 EEG sowie zugehörige Regelungen §§ 64 ff. EEG). Antragsberechtigt waren Unternehmen des produzierenden Gewerbes mit einem Stromverbrauch über 1 GWh/a (bis 31. Dezember 2011: 10 GWh/a) und einem Verhältnis der Stromkosten zur Bruttowertschöpfung des Unternehmens von mindestens 14 %. Sind diese Voraussetzungen erfüllt, wurde die EEG-Umlage für das Unternehmen begrenzt.
Steigende Energiekosten oder sonstige Nebenkosten erhöhen bei Privathaushalten – ceteris paribus – die Mietbelastungsquote und damit für den Vermieter das Risiko eines Mietausfalls.

## Beispiel Energiekrise 2022
Beispielsweise hat die Energiekrise im Jahr 2022 dazu geführt, dass die Industrieproduktion in dem Jahr um 4,1 % und die Reallöhne um 3,4 % zurückgingen. Zeitgleich stiegen die Umfragewerte der Alternative für Deutschland um 50 %. Die Ökonomen Tom Krebs und Isabella M. Weber warnen, dass die Energiekrise fortwirke, denn auch zu Beginn des Jahres 2024 gebe es immer noch keine Anzeichen für eine wirtschaftliche Erholung. Das reale Bruttoinlandsprodukt liegt mittlerweile rund 7 % und die Reallöhne rund 10 % unter ihrem Vorkrisen-Trend.